# Лига Европы УЕФА 2025/2026. Квалификация
Эта статья содержит информацию о квалификационных раундах Лиги Европы УЕФА 2025/2026.
Квалификация Лиги Европы УЕФА сезона 2025/2026 состоит из четырёх раундов: первый, второй, третий и квалификационный раунд плей-офф.

## Расписание жеребьёвок и матчей
Ниже представлено расписание квалификационного турнира.
| Фаза                  | Раунд                           | Дата жеребьёвки | Первый матч           | Ответный матч        |
| --------------------- | ------------------------------- | --------------- | --------------------- | -------------------- |
| Квалификация          | Первый квалификационный раунд   | 17 июня 2025    | 10 июля 2025          | 17 июля 2025         |
| Квалификация          | Второй квалификационный раунд   | 18 июня 2025    | 24 июля 2025          | 31 июля 2025         |
| Квалификация          | Третий квалификационный раунд   | 21 июля 2025    | 5, 6 и 7 августа 2025 | 12 и 14 августа 2025 |
| Плей-офф квалификации | Квалификационный раунд плей-офф | 4 августа 2025  | 21 августа 2025       | 27 и 28 августа 2025 |

## Первый квалификационный раунд
Жеребьёвка первого квалификационного раунда прошла 17 июня 2025 года.

### Таблица
Первые матчи прошли 10 июля, ответные — 17 июля 2025 года.
Победители вышли во второй квалификационный раунд. Проигравшие попали во второй квалификационный раунд Лиги конференций.
| Команда 1      | Итог         | Команда 2         | 1-й матч | 2-й матч       |
| -------------- | ------------ | ----------------- | -------- | -------------- |
| Шахтёр         | 6:0          | Ильвес            | 6:0      | 0:0            |
| Шериф          | 5:2          | Приштина          | 4:0      | 1:2            |
| Спартак Трнава | 2:3          | Хеккен            | 0:1      | 2:2            |
| Сабах          | 5:6          | Целе              | 2:3      | 3:3 (доп. вр.) |
| Легия          | 2:0          | Актобе            | 1:0      | 1:0            |
| Левски София   | 1:1 (3:1 п.) | Хапоэль Беэр-Шева | 0:0      | 1:1 (доп. вр.) |
| АЕК Ларнака    | 2:2 (6:5 п.) | Партизан          | 1:0      | 1:2 (доп. вр.) |
| Пакш           | 0:3          | ЧФР Клуж          | 0:0      | 0:3            |

## Второй квалификационный раунд
Жеребьёвка второго квалификационного раунда прошла 18 июня 2025 года.

### Таблица
Первые матчи прошли 24 июля, ответные — 31 июля 2025 года.
Победители вышли в третий квалификационный раунд. Проигравшие попали в третий квалификационный раунд Лиги конференций.
| Команда 1     | Итог         | Команда 2   | 1-й матч | 2-й матч       |
| ------------- | ------------ | ----------- | -------- | -------------- |
| Лугано        | 0:1          | ЧФР Клуж    | 0:0      | 0:1 (доп. вр.) |
| Целе          | 2:3          | АЕК Ларнака | 1:1      | 1:2            |
| Левски София  | 0:1          | Брага       | 0:0      | 0:1 (доп. вр.) |
| Баник Острава | 3:4          | Легия       | 2:2      | 1:2            |
| Андерлехт     | 2:2 (2:4 п.) | Хеккен      | 1:0      | 1:2 (доп. вр.) |
| Шериф         | 2:7          | Утрехт      | 1:3      | 1:4            |
| Мидтьюлланн   | 3:2          | Хиберниан   | 1:1      | 2:1 (доп. вр.) |
| Бешикташ      | 2:6          | Шахтёр      | 2:4      | 0:2            |

## Третий квалификационный раунд
Жеребьёвка третьего квалификационного раунда прошла 21 июля 2025 года.

### Таблица
Первые матчи прошли с 5 по 7 августа, ответные —  12 и 14 августа 2025 года
Победители вышли в квалификационный раунд плей-офф. Проигравшие команды попали в квалификационный раунд плей-офф Лиги конференций.
| Команда 1         | Итог         | Команда 2         | 1-й матч | 2-й матч       |
| ----------------- | ------------ | ----------------- | -------- | -------------- |
| Линкольн Ред Импс | 1:1 (6:5 п.) | Ноа               | 1:1      | 0:0 (доп. вр.) |
| Риека             | 4:3          | Шелбурн           | 1:2      | 3:1            |
| РФШ               | 1:3          | КуПС              | 1:2      | 0:1            |
| Хамрун Спартанс   | 2:5          | Маккаби Тель-Авив | 1:2      | 1:3            |
| Зриньски          | 3:2          | Брейдаблик        | 1:1      | 2:1            |
| ФКСБ              | 6:3          | Дрита             | 3:2      | 3:1            |

| Команда 1    | Итог         | Команда 2   | 1-й матч | 2-й матч       |
| ------------ | ------------ | ----------- | -------- | -------------- |
| АЕК Ларнака  | 5:3          | Легия       | 4:1      | 1:2            |
| Фредрикстад  | 1:5          | Мидтьюлланн | 1:3      | 0:2            |
| ЧФР Клуж     | 1:4          | Брага       | 1:2      | 0:2            |
| ПАОК         | 1:0          | Вольфсберг  | 0:0      | 1:0 (доп. вр.) |
| Серветт      | 2:5          | Утрехт      | 1:3      | 1:2            |
| Хеккен       | 1:2          | Бранн       | 0:2      | 1:0            |
| Панатинаикос | 0:0 (4:3 п.) | Шахтёр      | 0:0      | 0:0 (доп. вр.) |

## Квалификационный раунд плей-офф
Жеребьёвка третьего квалификационного раунда прошла 4 августа 2025 года.

### Таблица
Первые матчи пройдут 21 августа, ответные — 27 и 28 августа 2025 года
Победители выйдут в общий этап. Проигравшие команды попадут в общий этап Лиги конференций.
| Команда 1         | Итог | Команда 2   | 1-й матч | 2-й матч |
| ----------------- | ---- | ----------- | -------- | -------- |
| Маккаби Тель-Авив | 1    | Динамо Киев | 21 авг   | 28 авг   |
| Шкендия           | 2    | Лудогорец   | 21 авг   | 28 авг   |
| Слован Братислава | 3    | Янг Бойз    | 21 авг   | 28 авг   |
| Мальмё            | 4    | Сигма       | 21 авг   | 28 авг   |
| Панатинаикос      | 5    | Самсунспор  | 21 авг   | 28 авг   |
| Абердин           | 6    | ФКСБ        | 21 авг   | 28 авг   |
| Лех               | 7    | Генк        | 21 авг   | 28 авг   |
| Мидтьюлланн       | 8    | КуПС        | 21 авг   | 28 авг   |
| Линкольн Ред Импс | 9    | Брага       | 21 авг   | 28 авг   |
| Зриньски          | 10   | Утрехт      | 21 авг   | 28 авг   |
| Бранн             | 11   | АЕК Ларнака | 21 авг   | 27 авг   |
| Риека             | 12   | ПАОК        | 21 авг   | 28 авг   |